# فيدريكو فارانو
فيدريكو فارانو (بالإيطالية: Federico Varano)‏ (21 يناير 1995 بفيدجيفانو في إيطاليا - ) هو لاعب كرة قدم إيطالي في مركز الهجوم. لعب مع نادي أريتسو.

## روابط خارجية
- فيدريكو فارانو على موقع قاعدة بيانات كرة القدم.إي يو (الإنجليزية)
- فيدريكو فارانو على موقع Soccerway.com (الإنجليزية)